# Omoedus kulczynskii
Omoedus kulczynskii är en spindelart som beskrevs av Prószynski 1971. Omoedus kulczynskii ingår i släktet Omoedus och familjen hoppspindlar. Inga underarter finns listade i Catalogue of Life.